# لينه دان فام
لينه دان فام (بالفرنسية: Linh-Dan Pham)‏ (و. 1974 – م) هي ممثلة من فرنسا . ولدت في هو تشي منه.

## التعليم
تعلمت في مسرح لي ستراسبرغ ومعهد السينما ‏

## روابط خارجية
- لينه دان فام على موقع IMDb (الإنجليزية)
- لينه دان فام على موقع قاعدة بيانات الأفلام العربية
- لينه دان فام على موقع ألو سيني (الفرنسية)
- لينه دان فام على موقع ميوزك برينز (الإنجليزية)
- لينه دان فام على موقع أول موفي (الإنجليزية)
- لينه دان فام على موقع قاعدة بيانات الأفلام السويدية (السويدية)
- لينه دان فام على موقع ديسكوغز (الإنجليزية)
- لينه دان فام على موقع قاعدة بيانات الفيلم (الإنجليزية)
- لينه دان فام على موقع كينوبويسك (الروسية)